# Ernest Bouard
Ernest Auguste Bouard (1864-1938) est un artiste peintre et illustrateur français.

## Biographie
D’origine parisienne, Ernest Bouard publie l’un de ses premiers dessins dans Le Drapeau (octobre 1886), avant de se présenter au Salon des artiste français en 1895, avec une huile sur toile intitulée Le dernier effort ; Balan, 1870, en écho à la Guerre franco-allemande de 1870 ; il est dit ancien étudiant aux Beaux-arts de Paris, élève de Gustave Boulanger, Léon Bonnat, Jules Lefebvre et Tony Robert-Fleury ; son adresse parisienne est alors au 32 rue des Dames. Il expose au Salon jusqu’en 1936. Il en devient membre et reçoit une mention honorable en 1914 pour L’Aide à grand'mère, une scène de genre.
Dans les années 1890-1900, il produit énormément d’images destinées à des éditeurs d’ouvrages tels Tolra, Fayard, Tallandier, Rouff et Flammarion. Ses compositions sont parfois reproduites dans Le Monde illustré et La Vie illustrée.
Il meurt en 1938 à Paris.

## Œuvre

### Ouvrages illustrés

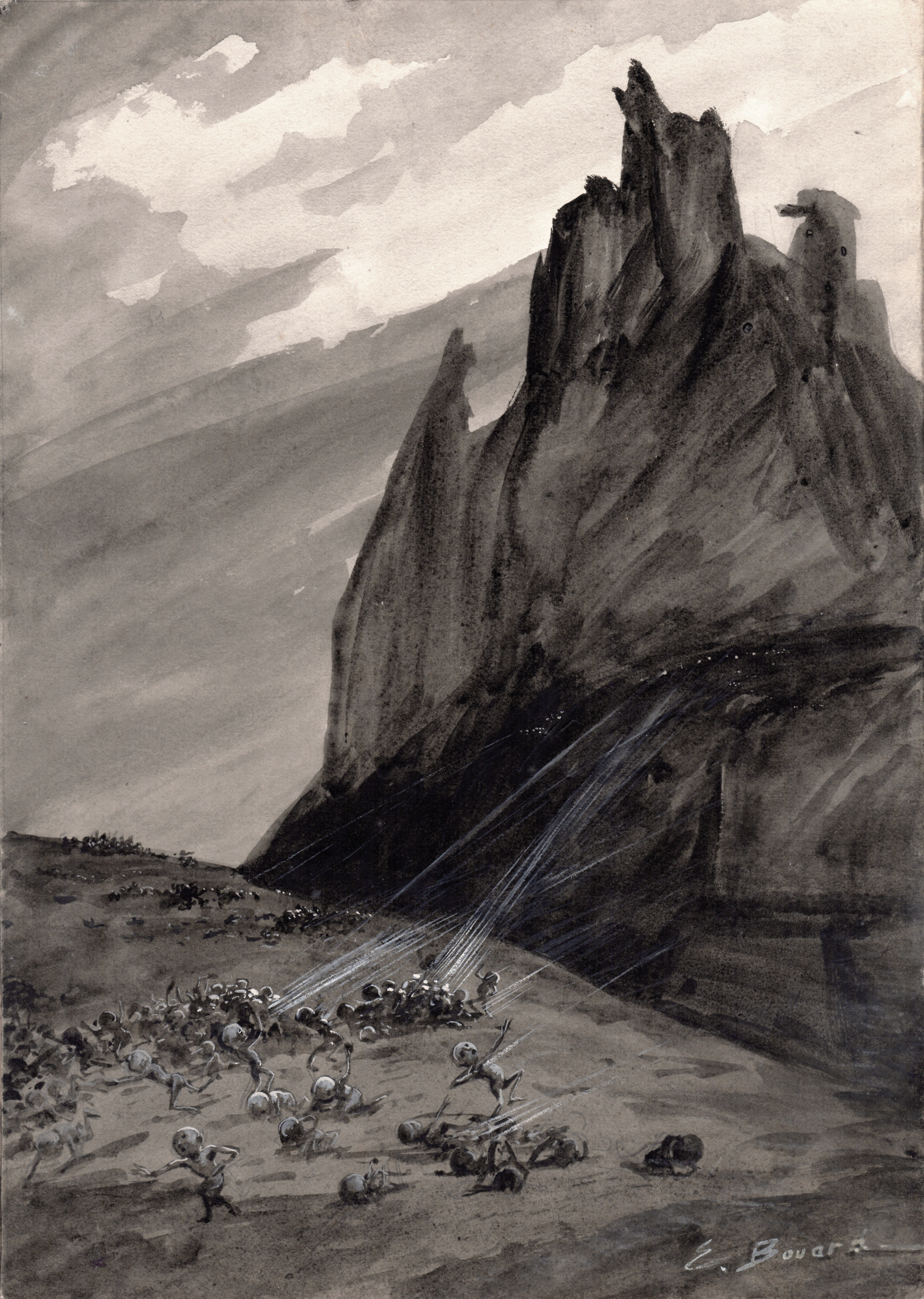
Encre originale (vers 1906) pour Le Docteur Oméga.

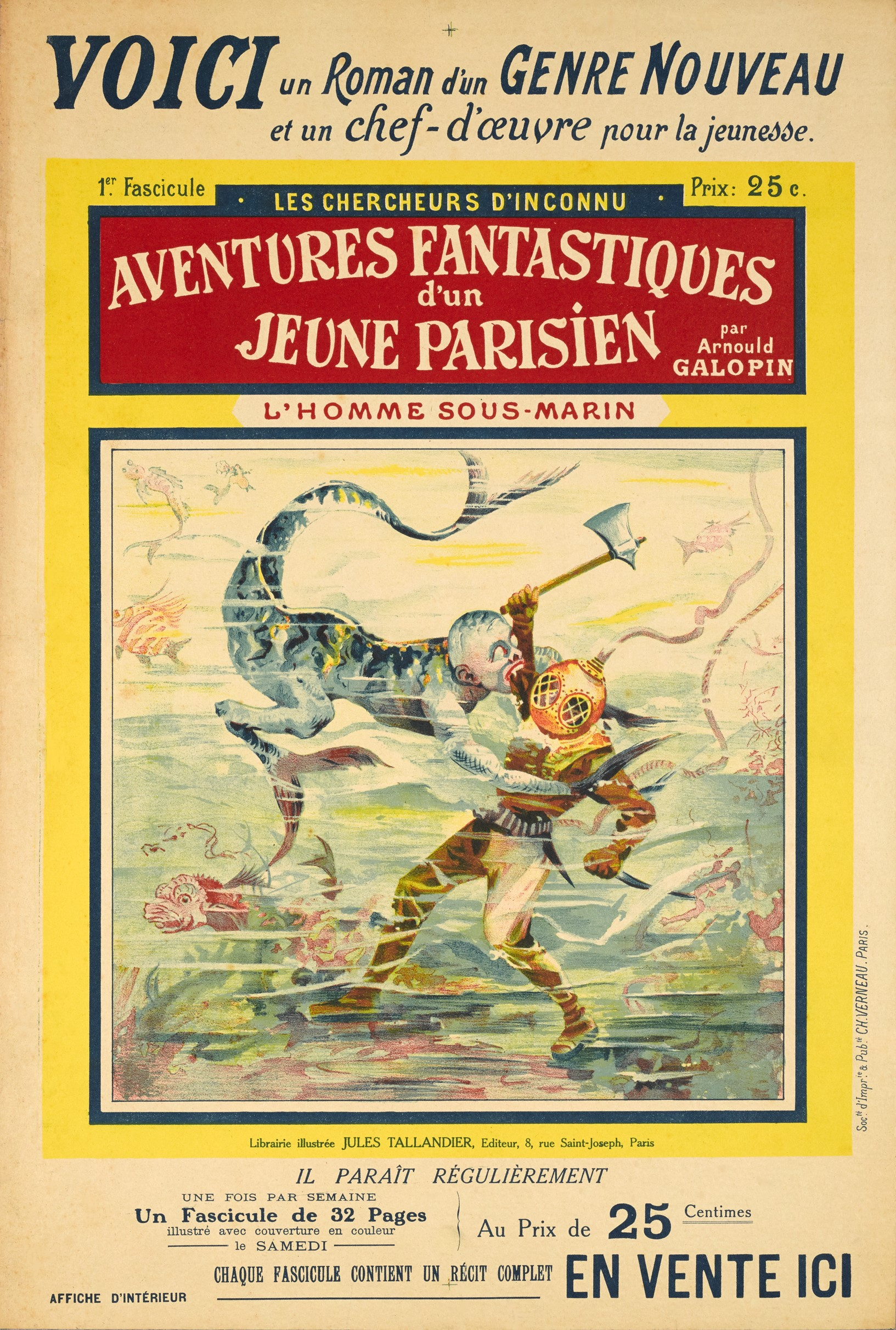
Affiche pour Les chercheurs d'inconnus. Aventures fantastiques d'un jeune parisien (1908) d'Arnould Galopin.

- M. T. Josefa, Le général de Sonie. Le héros de Patay, Paris, Tolra libraire-éditeur, 1892 — sur Gallica.
- Edmond Pascal, Journal d’un petit parisien pendant le siège (1870-1871),  collectif d’illustrateurs, Paris, Librairie d’éducation nationale, 1893.
- G. Félix, S.E. le Cardinal Mermillod : vie intime et souvenirs, Paris, Tolra, 1893.
- François Bournand, La Russie militaire, Paris, Tolra libraire-éditeur, 1895.
- [Général] Léonce Grandin, Chanzy dans le passé, Paris, Tolra, 1895.
- Léonce Grandin, Aumoniers et soldats,  Paris, Tolra libraire-éditeur, 1895.
- Gaston Cerfberr, Mes étapes. De Jemmapes à Austerlitz, Paris, Éditions Combet & Cie, 1900.
- Roger Dombres, La Tête près du bonnet, Paris, Librairie d’éducation nationale, 1900.
- Richard Auguste, Le Courage civique chez les enfants, Paris, Combet 1901.
- Claude Ferval, L’Autre Amour, Paris, coll. « Modern-Bibliothèque », A. Fayard, 1906.
- Arnould Galopin, Le Docteur Oméga, Paris, Albin Michel, 1900.
- Arnould Galopin & Henry de La Vaulx, [série] Le Tour du monde de deux gosses, Paris, Tallandier, 1908.
- Arnould Galopin, [série], Les chercheurs d'inconnus. Aventures fantastiques d'un jeune parisien, Paris, Tallandier, 1908-1909.
- Édouard Rod, Les Roses blanches, coll. Modern-Bibliothèque, Paris, A. Fayard, 1908.
- Louis Boussenard, [série] Les Robinsons de la Guyane, Paris, Le Livre national -  Tallandier,  1908.
- Louis Boussenard, [série] Le Tour du monde d’un gamin de Paris, Paris, Le Livre national - Tallandier, 1908.
- Marcel Prévost, Le Scorpion, coll. Modern-Bibliothèque, Paris, Fayard, 1910.
- Pierre Wolff & Gaston Leroux, Le Lys. Fidèle ! Le Petit Homme, Paris, coll. « Modern-Théâtre », A. Fayard, 1910.
- André Theuriet, Mon oncle Flo, Paris, Flammarion, 1911.
- Les plus joyeux contes de la reine de Navarre, Paris, F. Rouff, 1913.
- Robert Scheffer, Les loisirs de Berthe Livoire, Paris, F. Rouff, 1914.
- Maxime Vuillaume, La Belgique à feu et à sang, Paris,  F. Rouff, 1917.
- Henri Germain, Douloureuse Idylle, Paris, F. Rouff, 1918.
- Émile Souvestre, La Goutte d’eau, Paris, F. Rouff, 1918.
- Lucien Tolra, Variétés d’animaux domestiques et sauvages, Paris Tolra, 1934.
- Jules Imbert, À l'Ombre du Clocher. Histoires vécues pour les jeunes, Paris, Tolra, 1936.